# 前眼異齒䲁
前眼異齒䲁（學名：Ecsenius prooculis），又稱前眼無鬚䲁，為輻鰭魚綱鳚形目䲁科異齒䲁屬的一種，分布於西太平洋巴布亞新幾內亞與所羅門群島海域，深度1至10公尺，本魚體延長，稍側扁，似圓柱狀；頭鈍短。前鼻孔具一鼻鬚；無眼上鬚及頸鬚，後犬齒，兩側各一個，側線無垂直孔對，背鰭硬棘12-13枚、背鰭軟條13-15枚、臀鰭硬棘2枚、臀鰭軟條15-17枚，體長可達4公分，棲息在水淺的潟湖及臨海礁石區，單獨或成小群活動，以藻類為食，雌魚產附著性卵，雄魚有護卵行為，幼魚為浮游性，生活習性不明。